# Арахінова кислота
Арахінова кислота, також відома, як ейкозанова кислота — це насичена жирна кислота із двадцятиатомним карбоновим ланцюгом. В основному міститься в таких продуктах: олія купуасу (7 %), арахісова олія (1,1 %–1,7 %), кукурудзяна олія (3 %), та какао-олія (1 %).
Назва утворилася, як у більшості жирних кислот, від назви продукту, в якому ця кислота міститься в більшості, або вперше її виявили, від лат. arachis — арахіс.
Арахінову кислоту можна отримати шляхом гідрогенізації арахідонової кислоти. Відновленням арахідонової кислоти отримують арахіновий спирт.
Арахінова кислота використовується для виробництва миючих засобів, фотоматеріалів і мастильних матеріалів.